# Pachydactylus monticolus
Pachydactylus monticolus este o specie de șopârle din genul Pachydactylus, familia Gekkonidae, descrisă de Fitzsimons 1943. Conform Catalogue of Life specia Pachydactylus monticolus nu are subspecii cunoscute.